# Breede (Groningen)
Breede (dialekt groningski Brij of Breij) – wieś w Holandii, w prowincji Groningen, w gminie Eemsmond. 